# Catedral de Breslávia
A Catedral de São João Batista de Breslávia (em polonês/polaco: Archikatedra św. Jana Chrzciciela we Wrocławiu; alemão: Breslauer Dom, Kathedrale St. Johannes des Täufers) é uma catedral católica localizada na cidade de Breslávia, na Polônia. É a sede da Arquidiocese de Breslávia. Grande edifício de estilo gótico, erguido em várias etapas, é um dos melhores exemplos deste estilo no país. Em 1907, foi declarada como basílica menor.

## Galeria

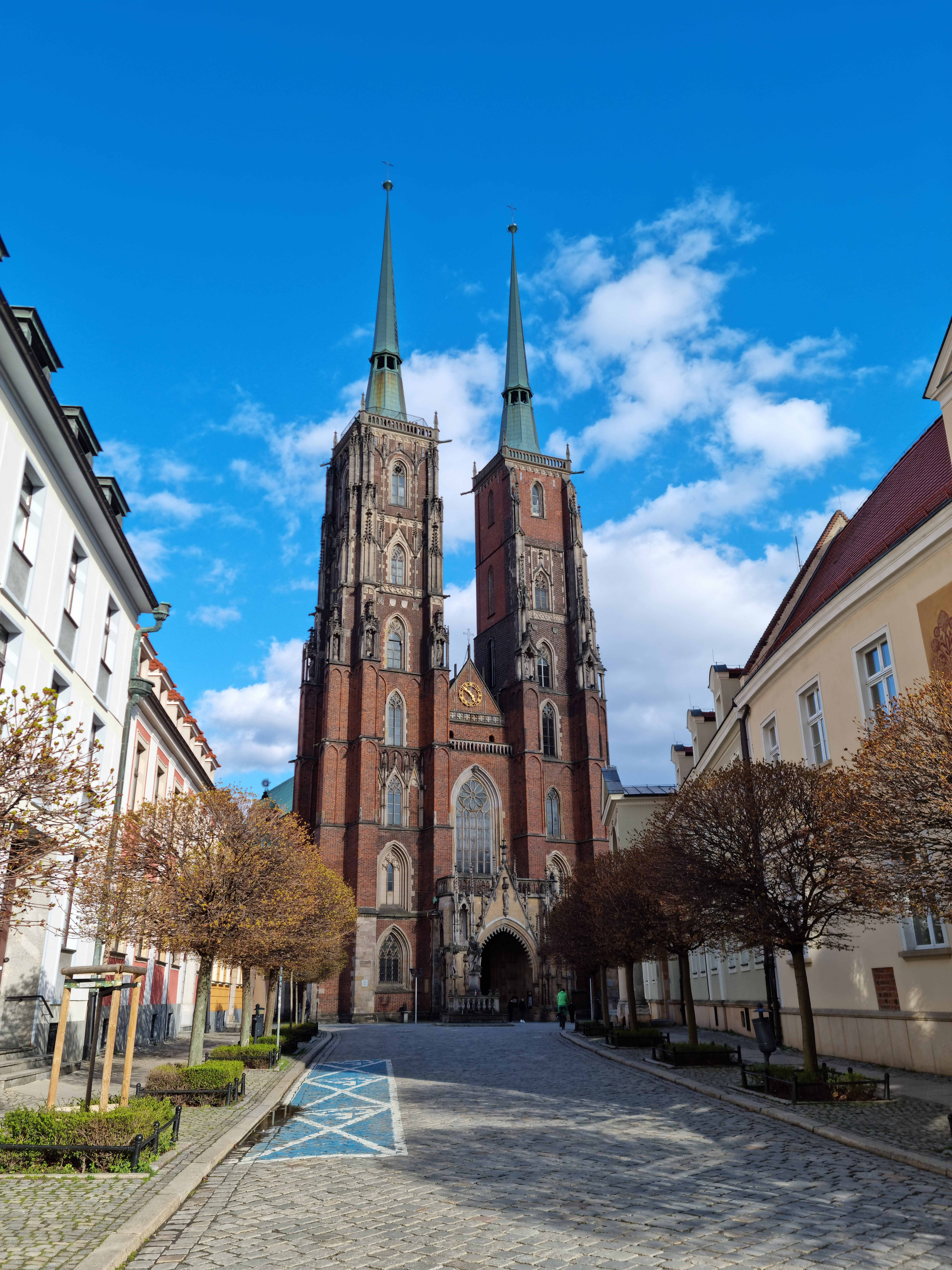
Catedral de Breslávia em 2023